# Диалектическая логика
Диалекти́ческая ло́гика — раздел философии, предмет которой совпадает с предметом классической философии — теоретическим мышлением (или идеальным).
Систематическое изложение того, чем является научно-теоретическое мышление есть «диалектика как логика». Тем самым диалектическая логика является частной наукой, наследующей теории познания классической философии. Также диалектическая логика понималась как особая логическая дисциплина о формах правильных рассуждений.

## История и предмет
Предмет диалектической логики — мышление. Диалектическая логика имела своей целью развернуть его изображение в необходимых его моментах и притом в независимой ни от воли, ни от сознания последовательности, а также утвердить свой статус как логической дисциплины.
С точки зрения Эвальда Ильенкова диалектическая логика имеет свои истоки в истории философии начиная с самого её начала, а современный вид приобретает уже начиная с работ Рене Декарта и Бенедикта Спинозы.

Термин «логика» применительно к науке о мышлении впервые был введён стоиками, выделившими под этим названием лишь ту часть действительного учения Аристотеля, которая согласовывалась с их собственными представлениями о природе мышления. Само название «логика» производилось ими от греческого термина «логос» (который буквально означает «слово»), а указанная наука сближалась по предмету с грамматикой и риторикой. Средневековая схоластика, окончательно оформившая и узаконившая эту традицию, как раз и превратила логику в простой инструмент («органон») ведения словесных диспутов, в орудие истолкования текстов «священного писания», в чисто формальный аппарат. В результате оказалось дискредитированным не только официальное толкование логики, но даже и самое название её. Выхолощенная «аристотелевская логика» поэтому и утратила кредит в глазах всех выдающихся естествоиспытателей и философов нового времени. По той же причине большинство философов XVI—XVIII веков вообще избегает употреблять термин «логика» в качестве названия науки о мышлении, об интеллекте, о разуме. Это название не фигурирует вообще в заглавиях выдающихся сочинений о мышлении. Достаточно напомнить «Рассуждение о методе», «Трактат об усовершенствовании интеллекта», «Разыскание истины», «Опыт о человеческом разуме», «Новые опыты о человеческом разуме» и т. д. и т. п.— Ильенков Э. В. Диалектическая логика
На основе работ Гегеля Карл Маркс и Фридрих Энгельс сформулировали основные методологические принципы, которые потом Владимир Ленин назвал принципами диалектической логики. Значительное влияние на развитие диалектической логики оказала незаконченная книга Энгельса «Диалектика природы», впервые опубликованная в 1925 году в СССР (двуязычный текст на русском и немецком).
Диалектическая логика была наиболее распространена в социалистических странах, прежде всего СССР, по идеологическим и политическим причинам вырождаясь в догматизм и начётничество по мере ужесточения политического режима.
Значительный вклад в развитие диалектической логики внесли Эвальд Ильенков, Виктор Вазюлин, Заид Оруджев, Игорь Нарский.

## Диалектическая логика в СССР
В СССР подчёркивался классовый и партийный характер науки и в том же смысле диалектической логики[a][b], что привело к гонениям на традиционную («формальную», «устаревшую», «метафизическую») логику. Это выразилось в масштабной дискуссии на факультете философии МГУ и на страницах журнала «Вопросы философии». Как отмечает Андрей Кошкин, важными представителями сторонников диалектической логики можно назвать Виталия Черкесова, Марка Розенталя и Эвальда Ильенкова, а со стороны защиты формальной логики выступили в числе прочих Валентин Асмус, Софья Яновская и Евгений Войшвилло. 

Метафизичность формальной логики, с точки зрения сторонников диалектической логики, заключалась ещё в том, что формальная логика не ухватывала объективный мир в его развитии, а фиксировала в застывших формах. Онтологической предпосылкой диалектической логики считалось то, что явлениям и предметам объективного мира присущее постоянное движение и развитии. Диалектические логики протестовали против абсолютизации принципов формальной логики, поскольку это противоречит тому, как следует познавать мир, согласно этой онтологической предпосылке. Другой онтологической предпосылкой, согласно диалектической логике, состояла в том, что развивающимся явлениям и предметам в объективном мире присущи противоречия, а само развитие осуществляется через противоречия. Запрет противоречия — один из принципов классической логики — имеет ограниченное действие, по мысли диалектических логиков. Поскольку формальная логика не может осмыслить противоречивость объективного мира, её сфера применимости не всеобща. Так, в том числе на этом основании диалектические логики могли говорить о том, что формальная логика является «элементарной», «низшей», а диалектическая — универсальной и «высшей». Все эти выпады в конце концов достигали апофеоза в тезисе, что формальная логика в силу названных причин не может адекватно изучать мышление человека, и это удел только диалектической логики. 

После войны эти гонения прекратились, и подчеркивалась совместимость диалектической логики с формальной. В 1954 году во 2-м издании БСЭ в статье «Логика» разъяснялось: 
За время своего существования Л. обслуживала потребности разных классов. В этом смысле Л. и её законы не являются классовыми, как не являются классовыми положения грамматики или арифметики. Классовым является то или иное теоретическое истолкование Л. и её законов, например кантианская концепция Л., отрицание Л. фашиствующими идеологами амер. империализма и т. п. 
 (…) Общечеловеческие законы Л. никем не могут быть нарушены, так как они объективны.
 Появилась возможность относительно спокойного развития формальной логики, а также её применения в технических науках.

Советские философы в своих работах неоднократно указывали на то, что диалектическая логика не отвергает законы формальной логики. В частности, Марк Розенталь в 1960 году писал о «мнимом конфликте между диалектической и формальной логикой», обращая внимание на высказывание Энгельса в его работе «Анти-Дюринг»:94—95: 
из всей прежней философии самостоятельное значение сохраняет… учение о мышлении и его законах — формальная логика и диалектика.

## Критика диалектической логики
В странах за пределами социалистического лагеря диалектической логикой интересовались только левые интеллектуалы. К. Поппер подверг диалектическую логику критике в своей работе «Что такое диалектика?».

## Критика
- Карл Р. Поппер. Что такое диалектика? // Вопросы философии : Журнал. — М., 1995. — № 1. — С. 118—138.
- Садовский В. Н. Карл Поппер, Гегелевская диалектика и формальная логика // Вопросы философии : Журнал. — 1995. — № 1. — С. 139—148.
- Свинцов В. И. Существует ли диалектическая логика? // Общественные науки и современность. — 1995. — № 2. — С. 99—109.
- Лупандин И. В. Формальная и диалектическая логика // Лекции по истории натурфилософии. — 1997.
- Бродский А. И. Тайна диалектической логики. web-кафедра философской антропологии. Дата обращения: 7 июля 2011.